# لي جيان (مغني)
لي جيان (بالصينية: 李健) هو مغني صيني، ولد في 23 سبتمبر 1974 في هاربن في الصين.

## وصلات خارجية
- لي جيان على موقع IMDb (الإنجليزية)
- لي جيان على موقع ميوزك برينز (الإنجليزية)
- لي جيان على موقع ديسكوغز (الإنجليزية)